# Borzywoj
Borzywoj, Borzuj – staropolskie imię męskie, złożone z członów Borz(y)- ("walczyć, zmagać się") i -woj, -uj ("wojownik"). Oznacza "walczącego wojownika".
Borzywoj imieniny obchodzi 5 kwietnia.
Znane osoby noszące to imię: 
- Borzywoj I (ur. 852 lub 853, zm. ok. 888–9) – książę Czech 870–89, pierwszy historyczny władca czeski z dynastii Przemyślidów
- Borzywoj II – książę Czech z dynastii Przemyślidów
- Dypold III Borzywoj – książę czeski